# Hiarchas
Hiarchas is een geslacht van wantsen uit de familie van de Acanthosomatidae (Kielwantsen). Het geslacht werd voor het eerst wetenschappelijk beschreven door William Lucas Distant in 1910.

## Soorten
Het genus bevat de volgende soorten:

- Hiarchas angularis (Reuter, 1881)
- Hiarchas bifasciculatus (Reuter, 1881)
- Hiarchas crassicornis (Walker, 1867)
- Hiarchas terminalis (Walker, 1867)